# Virgil Miller
Virgil E. Miller (* 20. Dezember 1887 in Coffeen, Illinois; † 5. Oktober 1974 in Hollywood, Kalifornien) war ein US-amerikanischer Kameramann.

## Leben
Miller begann seine Tätigkeit als Kameramann im Jahr 1917 und blieb bis ins Jahr 1956 als solcher tätig. 1964 veröffentlichte er unter dem Titel Splinters from Hollywood Tripods seine Autobiographie. Zeitlebens war er an mehr als 150 Produktionen beteiligt.
Für seine Arbeit an dem Dokumentarfilm Navajo war Miller 1953 in der Kategorie Beste Kamera für den Oscar nominiert.

## Filmografie
- 1923: Der Glöckner von Notre Dame (The Hunchback of Notre Dame)
- 1923: Wildwestbanditen (The Ramblin’ Kid)
- 1924: Hoot Gibson, der Rächer der Berge (The Ridin’ Kid from Powder River)
- 1925: Das Phantom der Oper (The Phantom Of The Opera)
- 1926: Der Todesritt vom Little Bighorn (The Flaming Frontier)
- 1926: Glanz und Elend in Hollywood (Broken Hearts of Hollywood)
- 1937: Mr. Moto und der China-Schatz (Thank You, Mr. Moto)
- 1937: Danger – Love at Work
- 1938: Mr. Moto und der Dschungelprinz (Mr. Moto Takes a Chance)
- 1938: Mr. Moto und der Kronleuchter (Mysterious Mr. Moto)
- 1939: Mr. Moto und die Flotte (Mr. Moto’s Last Warning)
- 1939: Charlie Chan in Reno
- 1939: Charlie Chan auf der Schatzinsel (Charlie Chan at Treasure Island)
- 1940: Charlie Chan: Mord über New York (Murder Over New York)
- 1940: Charlie Chan in Panama
- 1940: Charlie Chan auf Kreuzfahrt (Charlie Chan’s Murder Cruise)
- 1940: Charlie Chan im Wachsfigurenkabinett (Charlie Chan at the Wax Museum)
- 1944: Die Perle der Borgia (The Pearl of Death)
- 1945: Das Haus des Schreckens (Sherlock Holmes and the House of Fear)
- 1945: Die Frau in Grün (The Woman in Green)
- 1947: Michigan Kid
- 1947: Der rote Teufel (The Red Stallion)
- 1952: Navajo
- 1953: Crazylegs
- 1955: Unchained